# 内蒙古大学

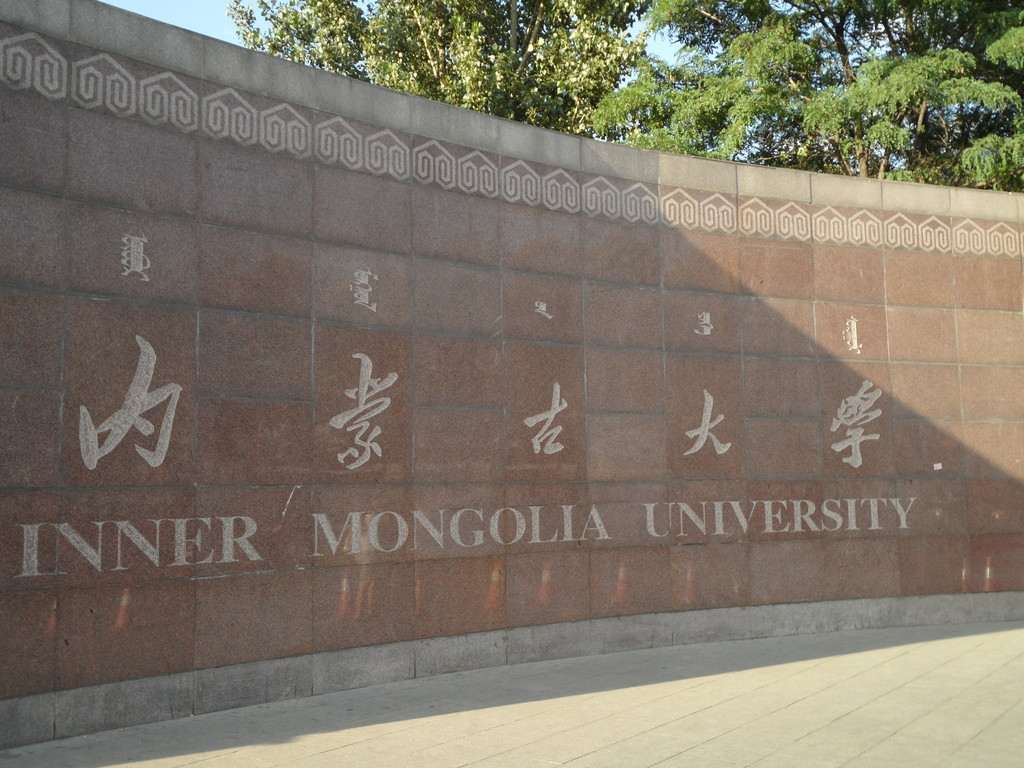

内蒙古大学，简称内大，位于内蒙古自治区呼和浩特市，为全国重点大学，原211工程建设大学，“双一流”建设高校。内蒙古大学于1957年成立，是中华人民共和国首个建在少数民族地区的综合性大学。因建校之初大多数教师是从北大、复旦等名校调拨而来，从而使该校在创校之初就拥有了很强的实力。因为与北京大学的特殊关系，也使该校有了“塞外小北大”的名号。

## 历史

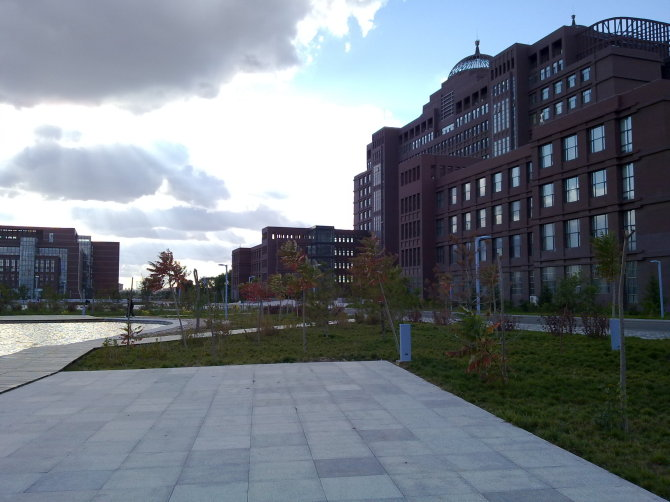
内蒙古大学南校区主楼一侧

内蒙古大学是中华人民共和国于1957年在少数民族自治地区最早建立的综合大学，也是内蒙古自治区唯一的全国重点大学。当时，国家对内蒙古大学的筹建和发展高度重视，周恩来总理指示高教部从北京大学、南开大学、复旦大学、清華大学等12所全国著名高校抽调了一大批优秀教师，组成了最初的师资队伍。前国务院副总理、自治区主席乌兰夫兼任首任校长，北辰、李继侗任副校长。1978年被列为全国重点大学，1997年成为首批211工程院校，該計劃的目標是中國重點建設發展100所高校。2004年成为教育部与自治区共建大學。2012年入选国家“中西部高校提升综合实力计划”高校，2016年被国务院确定为中西部“一省一校”高水平大学建设支持高校、被内蒙古自治区人民政府确定为“双一流”建设首选支持高校。2017年9月，入选国家“双一流”世界一流学科建设高校。

## 现状

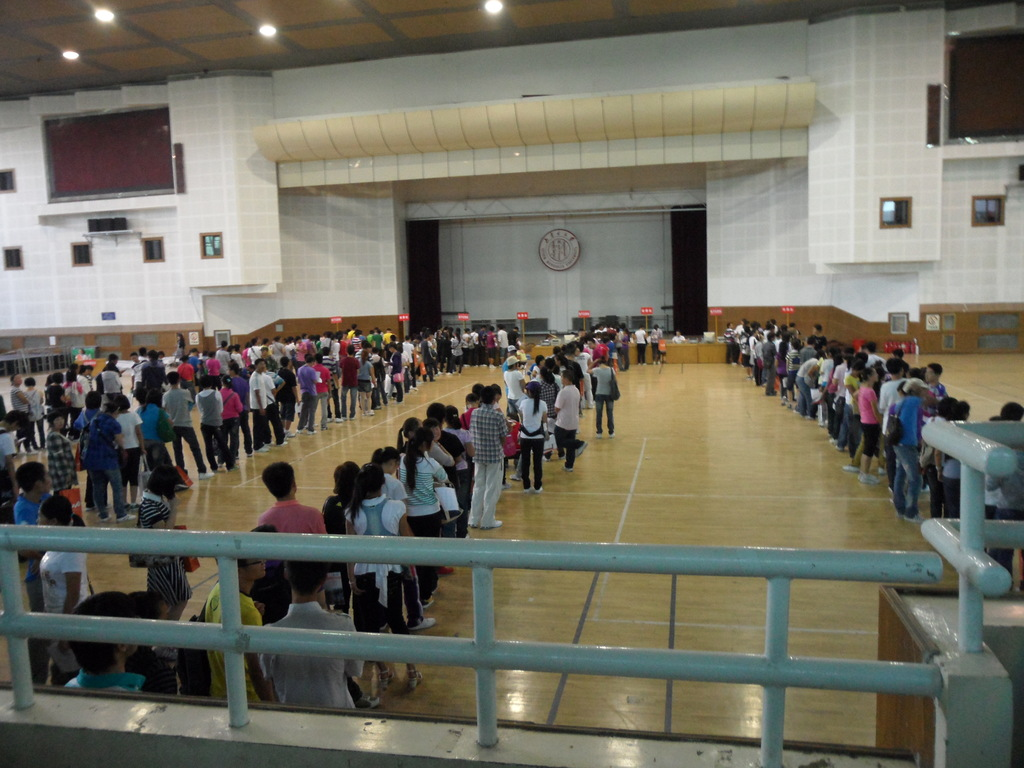
2010年9月開學

内蒙古大学现有北校区（校本部）、南校区、东校区、满洲里学院、创业学院等数个校区。学校现已成为集哲学、经济学、法学、文学、历史学、理学、工学、农学、管理学、艺术学、颜巴学等10大学科门类在内的综合大学。蒙古学和生命科学两个学科群是其优势特色学科。学校现设有23个学院和1个公共教学部，有28个省部级重点实验室、工程技术研究中心、人文社会科学重点研究基地。现有中国少数民族语言文学、动物学2个国家重点学科，生态学国家重点培育学科；有18个自治区重点学科，8个自治区重点培育学科。有博士学位授权一级学科数6个、二级学科博士点49个、硕士学位授权一级学科数20个、二级学科硕士点达到130个，另国家重点学科2个，两院院士1人,双聘5人。是中国重点建设的大学，也是211工程大学。现有各类在校生23000余人。

## 校区建设
内蒙古大学共有3个主要的校区，分别为校本部（北校区）、南校区和东校区，其中东校区全部为学生宿舍区、生活区。校本部由主楼、理工楼、蒙古学学院楼、经济管理学院楼、生命科学学院楼、化学化工学院楼、计算机学院楼、研究生楼、国际教育学院楼、民族博物馆、行政楼、幼儿园、家属区、食堂、奥都饭店、桃李湖宾馆、桃李湖、游泳池、学生宿舍楼、留学生宿舍、校医院、花园、文体馆、成吉思汗青铜像及附属广场、操场等建筑与景观组成。南校区位于昭君路街道小黑河村南八里庄，面积大，但比较空旷，主要由主楼、交通学院楼、艺术学院楼、转基因国家实验室、学生活动中心、食堂、校医院南区分院、体育馆、操场、宿舍区、广场、人工湖及绿化带等组成，呼和浩特地铁2号线在南校区东门外设内大南校区站。此外，艺术学院的音乐、舞蹈等专业目前仍然在呼和浩特市乌兰察布路的原内蒙古艺术学校旧校区办学。满洲里学院在呼伦贝尔满洲里市进行办学，是内大与地方政府合作的产物，其地位与内蒙古大学其他学院无异，同属本科、211工程范畴。鄂尔多斯学院位于内蒙古鄂尔多斯市康巴什区，现已与内蒙古医科大学鄂尔多斯学院、内蒙古工业大学矿业学院合并，联合成立鄂尔多斯应用技术学院，为公办二本院校，不再隶属于内蒙古大学。创业学院为独立二级学院，位于南校区西侧。

### 桃李湖
内蒙古大学最知名的校园景色是桃李湖ᠲᠣᠯᠢ
ᠨᠠᠭᠤᠷ，面积13000余平方米，占560亩校园（本部）的二十八分之一，由内大建校初期师生共同劳动的而成。桃李湖起初没有名，因为是人工挖出来的，故叫人工湖，后来有了一个名字叫赛湖，赛（ᠰᠠᠢᠢᠨ）在蒙古语中是“好”的意思，四十年校庆时，改作现在的名字。“桃李”蕴含着作为高等学府培育人才之意，另外，在蒙古语中桃李（ᠲᠣᠯᠢ）是镜子的意思，喻湖面波平如镜。
桃李湖成不规则形，湖心有岛，岛上有亭，亭的周围都是树，树有大有小，有高有矮，参差不齐，相互点缀。桃李湖的周围分布着内蒙古大学的一些主要建筑，东南是新建成的十一层高、带有蒙古包式穹顶的综合教学楼，其北面有内蒙古大学图书馆和计算机楼，西面则是内蒙古大学文体馆。

## 招生情况
内蒙古大学每年向全国招生多为第一批本科（一本），无二本。内蒙古大学在鄂尔多斯市和满洲里市分别设有校区，统一招生，颁发毕业证书、学士学位证书，但录取分数线较校本部较低。鄂尔多斯校区于2015年与内蒙古医科大学鄂尔多斯学院和内蒙古工业大学矿业学院合并，成立鄂尔多斯应用技术学院，不再以内蒙古大学名义招生。交通学院和艺术学院有高职高专类专业，但人数不多。艺术类专业的分数线较高，该校无体育类专业。热门专业（如工科类、经济管理类）及优势专业（如生物、法学等）要分偏高。独立学院内蒙古大学创业学院为三本，属于独立法人。独立颁发毕业证书及学士学位证书。

## 教学机构
- 蒙古学学院 （页面存档备份，存于）(含蒙古历史系和蒙古学研究中心 （页面存档备份，存于））
- 民族学与社会学学院
- 文学与新闻传播学院
- 历史与旅游文化学院
- 哲学学院 （页面存档备份，存于）
- 经济管理学院 （页面存档备份，存于）
- 法学院 （页面存档备份，存于）
- 公共管理学院
- 生命科学学院
- 数学科学学院 （页面存档备份，存于）
- 外国语学院
- 物理科学与技术学院 （页面存档备份，存于）
- 电子信息工程学院 （页面存档备份，存于）
- 化学化工学院 （页面存档备份，存于）
- 环境与资源学院
- 计算机学院 （页面存档备份，存于）&软件学院(内蒙古大学软件学院和计算机学院同属一个实体)
- 交通学院 （页面存档备份，存于）
- 艺术学院 （页面存档备份，存于）
- 研究生院 （页面存档备份，存于）
- 继续教育学院 （页面存档备份，存于）
- 国际教育学院 （页面存档备份，存于）
- 教务处少数民族预科班 （页面存档备份，存于）
- 体育教学部
- 满洲里学院（文科为主，位于呼伦贝尔市满洲里市）
- 鄂尔多斯学院（理工科为主，位于鄂尔多斯市康巴什新区）
- 内蒙古大学创业学院

### 蒙古学研究中心
内蒙古大学蒙古学研究中心是内蒙古自治区的惟一的国家级人文社会科学重点研究基地。该中心为学校直属的实体性研究中心，下设蒙古语言文学研究室、蒙古历史文化研究室、蒙古社会经济研究室、民族博物馆、办公室和文献资料部，涵盖了蒙古学所有研究领域。薄音湖、其木德道尔吉、乌云毕力格等知名蒙古学研究者均系该中心研究员。

### 蒙古学学院
内蒙古大学蒙古学学院成立于1995年12月12日。现有中国少数民族语言文学和专门史两个博士学位授权点以及中国少数民族语言文学、语言学及应用语言学、文艺学、比较文学与世界文学、专门史、中国古代史、历史文献学、新闻学、宗教学等9个硕士学位授权点，另有蒙古语言文学基地班、蒙古语言文学文理综合班、蒙古语言文学新蒙语班、新闻学、编辑出版学、播音与主持艺术等数个本科专业，全部用蒙古语授课。同时，拥有一个博士后流动站。蒙古学是国家“211工程”重点建设学科，中国少数民族语言文学为国家重点学科。

### 蒙古历史系
2011年9月建立的独立于各学院之外的系，由原蒙古学学院历史学和旅游管理两个专业组成。设有硕士点、博士点及博士后流动站。所有专业蒙古语授课。现有教授6名，副教授8名，讲师10名，其中博士生导师5名，硕士生导师10名。

### 生命科学学院
生命科学是内蒙古大学“211工程”重点建设学科之一，本科有生物科学，生物技术、生物工程、生态学、食品科学与工程、食品质量与安全、园艺等7个本科专业，有硕士学位授权点和博士学位授权点，另有一个博士后流动站。动物学是国家高等学校重点学科，生态学国家高等学校重点培育学科。“国家动物转基因实验室”正在建设当中。

### 化学化工学院
学院涵盖四个一级学科，即化学、化学工程与技术、材料科学与工程、药学。化学的四个二级学科（即无机化学、分析化学、有机化学和物理化学）是建校时设立的学科，经过几十年的建设大多具有较雄厚的基础，其中无机化学、有机化学、物理化学具有硕士学位授权点，分析化学与生态环境科学系共有环境科学硕士学位授权点。

### 民族学与社会学学院
下设有民族学（人类学）系和社会学系，其中社会学系又有社会学和社会工作等两个本科专业。民族学除有一个本科专业外，还有硕士学位授权点和一个博士学位授权点，其中硕士点有民族学（蒙古语授课）和民族理论与政策（汉语授课）两个方向。社会学系已获得民族社会学方向的研究生招生资格。该学院是在2007年由原蒙古学学院民族学系（原人类学系）和公共管理学院社会学系整合而成。该学院有民族学和蒙授社会工作两个蒙古语授课专业。该院与北京大学、中山大学、厦门大学、台湾政治大学、英国剑桥大学、美国哥伦比亚大学、日本千叶大学、蒙古国立大学、日本国立民族学博物馆等机构拥有广泛合作。2011年该院民族学系以全国最高分100分（满分）的成绩获得博士学位授权资格。

### 文学与新闻传播学院
文学与新闻传播学院成立于2010年1月19日，由原人文学院汉语言文学系和新闻学系组合而成。现有汉语言文学、新闻学、编辑出版、对外汉语四个本科专业，开设了新闻学与汉语言文学两个双学位课程。设有硕士点和博士点。

### 历史与旅游文化学院
下设有历史学系、旅游学系和文史哲基地班。2014年新增文物与博物馆学。该学院成立于2010年，从原来的人文学院分离而出。历史学在全国排名38位。

### 艺术学院
原为内蒙古艺术学校，1987年并入内蒙古大学，有大学专科、本科学生及硕士研究生等培养层次，13个艺术类本科专业，37个本科专业方向。知名校友有德德玛、拉苏荣、阿拉腾奥勒、腾格尔、李镇、敖登格日勒、康绍辉等。

### 国际教育学院
是内蒙古大学主要负责留学生招生、培养、日常管理、教学等事物的部门。设有汉语言文字教学和蒙古语言教学，其中蒙古语言教学又分为回鹘体蒙古文教学和基里尔蒙古文教学两种。目前该院有来自美国、日本、俄罗斯、英国、蒙古国、加拿大、芬兰等近二十个国家的数百名留学生、交换生、访问学者等。

### 交通学院
2008年由内蒙古大学理工学院交通系与原内蒙古大学职业学院合并组建，主要培养道路工程、桥梁工程、汽车工程、交通运输工程、机械工程和工程管理6个学科方向，开办有土木工程、交通运输、机械工程、汽车服务工程和工程管理5个本科专业和11个高职专业。是内蒙古大学主要的工科学院，就业率一直在内蒙古大学居于前列。

### 物理科学与技术学院
成立于2008年，下设有物理学系和电子科学与技术系。有应用物理、物理学和电子科学与技术三个专业。有1个博士后流动站、2个博士学位授权点和4个硕士学位授权点。有一个国家级基础科学人才培养基地(物理学专业)。

### 电子信息工程学院
成立于2008年3月，由电子工程系与自动化系组成，下设有电子信息科学与技术、通信工程和自动化三个专业。在教学设施方面，已在国内同类院校中达到先进水平。该院除三个本科专业外还有3个硕士学位授权点，即电子与通信工程、信息与通信工程、控制工程，有一个硕士点模式识别近年被取消。

### 经济管理学院
前身是成立于1978年的经济学系。下设有理论经济系、应用经济系、工商管理系、管理科学与工程系、财务金融系、会计系等6个系。本科共开设8个专业：经济学、金融学、国际经济与贸易、工商管理、管理科学、人力资源管理、会计学、财务管理。拥有本科、硕士、博士、MBA、EMBA、EDP的一整套商学院学科架构，是一个在中国拥有影响力且有国际水准的商学院。该院预计在2015年时将跻身全国商科学院50强。该院在民族经济学领域拥有其一席之地。因该院所设专业多为热门专业，且内蒙古经济多年维持较快发展，所以该院学生就业率高，这也导致该院学生的入学分数的提高。

### 外国语学院
由原内蒙古大学外国语言文学系于1999年改组而成。目前有英美语言文化系和日俄语言文化系两个系，分别有英、日、俄三个本科专业及相应的硕博点。成绩优秀的日、俄语专业的学生可以申请赴日、俄做交换生。除英、日、俄外，该院还有德、法、西等语言的师资。该院担负着全校所有研究生、本科生的外语教学任务。该院“加拿大研究中心”和“澳大利亚研究中心”是中国重要的加、澳研究机构。外国语学院与日本兵库大学、关西大学、俄罗斯卡爾梅克國立大學等建立了合作关系，部分学生毕业时可同时获得上述学校的毕业证。

## 学生组织
内蒙古大学下属五大学生组织，即内蒙古大学学生联合会、内蒙古大学社团联合会、内蒙古大学学生社区团工委、内蒙古大学旗帜网站、内蒙古大学电视台。其中学联、社联、团工委为学校团委直属。全校60余个社团（全校共100个社团，部分社团部直属于学院）皆属社团联合会管辖（艺术学院与交通学院的社团除外）。学生组织的运转资金除少部分由学校提供外，大多是由各学生组织自己筹集的。
内蒙古大学学生职业发展联盟是内蒙古大学就业指导中心下属的社团一级学生组织，但不属于社团性质，也不从属于社团联合会。
此外，各学院学生会也是主要的学生组织。

## 国家实验室及主要科研机构

### 国家实验室
- 中华人民共和国国家动物转基因技术研究中心 （页面存档备份，存于）

### 主要科研机构
- 中美生态能源及可持续性科学内蒙古研究中心 （页面存档备份，存于）
- 内蒙古自治区蒙药化学重点实验室（内蒙古大学高分子化学及蒙药研究所）
- 城市与房地产研究中心
- 内蒙古自治区高等学校半导体光伏技术重点实验室
- 内蒙古自治区蒙古文信息处理技术重点实验室（内蒙古大学计算机学院） （页面存档备份，存于）
- 内蒙古地区经济可持续发展研究基地
- 文化素质教育基地
- IPv6试验床

## 党政机构及附属单位
- 党政办公室
- 纪委（监察室）
- 组织部(统战部)
- 研究生工作部
- 宣传部
- 研究生工作部
- 人事处 （页面存档备份，存于）
- 教务处 （页面存档备份，存于）
- 科技处
- 国内合作办公室
- 国际合作与交流处
- 财务处
- 后勤处
- 保卫处 （页面存档备份，存于）
- 团委(学工处) （页面存档备份，存于）
- 学生就业指导中心 （页面存档备份，存于）
- 工会
- 发展规划办公室
- 离退休人员管理处
- 新(南)校区建设办公室
- 社会科学处
- 机关党总支
- 后备军官选培办 （页面存档备份，存于）
- 资产管理办公室
- 招生办公室 （页面存档备份，存于）
- 内蒙古大学服务中心
- 内蒙古大学医院 （页面存档备份，存于）
- 内蒙古大学公寓
- 桃李湖宾馆 （页面存档备份，存于）
- 奥都木业
- 奥都资产经营有限责任公司 （页面存档备份，存于）

## 校园节日及传统
- 田径运动会：内蒙古大学田径运动会于每年的5月左右举行，由南北校区轮流举办，届时除研究生院外的所有学院都会参加。因为满洲里学院较远，所以满洲里学院每年都只会象征性的派出几个人参加。根据内蒙古大学旗帜网站提供的数据，每年艺术学院、蒙古学学院、生命科学学院、鄂尔多斯学院、内蒙古大学创业学院等大学院都比较容易获得较好的成绩，哲学学院等小学院一般都只会去争取精神文明奖而不会去争夺名次。田径运动会是内蒙古大学每年动员人数最多，规模最大，影响力最强的一个校园节日。
- 青年科技文化艺术节：内蒙古大学三大学生节日之一，在每年夏季学期进行，为期一个月左右。主要由内蒙古大学学生联合会承办，是内蒙古大学最盛大的节日之一。
- 社团文化节：内蒙古大学三大学生节日之一，大多数学生社团都会参加的内蒙古大学最主要的节日之一，由学生社团联合会承办。每年秋季学期举办。是内蒙古大学动员范围最广，人数最多的节日性活动。
- 学生社区文化节：内蒙古大学三大学生节日之一，在秋季学期中旬开幕，夏季学期中旬闭目。一般由内蒙古大学学生社区团工委主办。主要为大学生带来多姿多彩的社区活动，其开闭幕式晚会更是极具地域特色和青春气息而受到学生们的追捧。
- 话剧艺术节：由内蒙古大学该剧艺术团主办，是少数由社团主办却影响力较强的活动。活动往往会产生一些校园明星。
- Love告白舞会：于每年5月20日举行，因“520”谐音为“我爱你”。由学生社团联合会举办。学生们会在舞会上以现场告白、电话告白等方式向自己心仪的对象表达爱慕之意。可谓是最浪漫的学生节日。
- 金话筒主持人大赛：于每年11月或12月举办，由社团联合会承办，所选出的主持人将会成为内蒙古大学的知名主持人。
- 校园定向寻宝大赛：学生自由组队参赛，以游戏的形式在校园内“寻宝”，因奖品丰厚而备受追捧。一般在五月中旬举办，由学生社区团工委承办。
- 3VS3篮球赛：是男生们的最爱，可以自由组队。在每年5月举行，由社区团工委承办。
- 地球一小时晚会：持环保主义的学生在每年3月31日晚汇聚一堂，进行环保宣誓，并公开呼吁社会各界关注环保、参与环保，并在晚8:00——晚9:00期间参加“地球一小时”活动。由社团联合会组织、举办。2012年，内蒙古大学学生旗帜网以“熄灭一盏灯，点亮整个地球”为题对该活动给予了高度的评价。
- 白色情人节舞会：在每年白色情人节举办的舞会。一般由舞蹈类社团举办。知名度较高，但影响力不太大。
- 团工委感恩舞会：由社区团工委举办，在秋季学期末举办。一般被认作是是团工委内部舞会。
- 全校蒙古族学生跨年联欢会：由乌英嘎蒙古族文化社主办，由包括蒙古、俄罗斯的蒙古族留学生在内的所有蒙古族学生和热爱蒙古文化的其他民族学生均可参加的一场跨年联欢活动。主要由歌舞、小品、游戏等组成。在蒙古族学生中有一定影响力。许多非蒙古族学生也会被浓郁的民族文化特色而被吸引而去。
- 光棍节告白活动：在每年光棍节（11月11日）晚举办，青年男女可以在用气球搭起的彩虹桥下公开对心爱的对象告白，幸运者可以从此告别“光棍”时代。
- 校园舞会：由内蒙古大学学生联合会主办，是较大的舞会。虽被定调为学联内部舞会，但学生只要穿着正装出席，就不会被禁止参加，所以也广受欢迎。2012年学生联合会还发出邀请，邀请所有有兴趣的学生参加校园舞会。
- 新生运动会：每年10月举行的由大一新生参加的运动会，规模没有田径运动会大，但趣味性很强。
- 音乐盛典：每年10月左右举行。是内蒙古大学最大的音乐庆典，由学生联合会承办，会评出十大校园歌手，当选校园歌手的一般都会成为校园内的知名人物。
- 中秋灯谜会：每年农历八月十五中秋节假期期间举行。由学生社区团工委主办，灯谜会一般伴随有晚会，所有有才艺的同学都可以登台展示。这是新学期开始后第一个大型的节日。因为有丰厚的奖品，所以大大激发了学生的积极性。

## 历任校长
- 第一任：乌兰夫（1957-1966）
- 空缺：（1968-1978）
- 第二任：王铎（1978）
- 第三任：于北辰（1978-1981）
- 第四任：特布信（1981-1985）
- 第五任：方天祺（1985-1990）
- 第六任：孙玉溱（1990-1993）
- 第七任：旭日干（1993-2006）
- 第八任：连辑（2006-2010）
- 第九任：陈国庆（2010-2021）
- 第十任：武利民（2023-）

## 国际合作院校（姊妹校）

### 亚洲
- 日本早稻田大学
- 日本名古屋大学
- 日本爱知大学
- 日本一桥大学
- 日本千叶大学
- 日本冈山大学
- 日本九州大学
- 日本长崎外国语大学
- 日本东京外国语大学
- 日本阪南大学
- 日本鸟取大学
- 日本名城大学
- 日本北海学园
- 日本北海学园北见大学
- 日本北见工业大学
- 日本歧阜大学
- 日本关西国际大学
- 日本国立民族学博物馆
- 蒙古国立大学
- 蒙古成吉思汗大学
- 蒙古乌兰巴托大学
- 澳门科技大学
- 香港中文大学
- 韩国高丽大学
- 韩国江原大学
- 韩国极东大学
- 韩国全国科学大学
- 韩国尚志大学
- 吉尔吉斯斯坦共和国外交部外交学院
- 台湾暨南国际大学
- 台湾世新大学
- 国立交通大学
- 云林科技大学
- 国立政治大学
- 台南大学

### 美洲
- 美国哥伦比亚大学
- 美国爱达荷大学
- 美国贝利沃大学
- 美国西华盛顿大学
- 美国印第安纳大学
- 美国毕力维大学
- 美国洪堡州立大学
- 美国波士顿学院社会工作研究生分院
- 美国威斯康星大学欧克莱尔分校
- 美国宾夕法尼亚州曼斯菲尔德大学
- 美国佐治亚西南州立大学
- 美国塞勒姆州立大学
- 美国夏威夷大学希洛分校
- 美国亚利桑那州立大学
- 美国特洛伊大学
- 美国内布拉斯加大学科尼分校
- 美国塞基诺州立大学
- 加拿大皇家大学
- 加拿大萨斯喀彻温省印第安联邦学院

### 欧洲
- 英国剑桥大学
- 芬兰赫尔辛基大学
- 俄罗斯布里亚特国立大学
- 俄罗斯卡尔梅克国立大学
- 俄罗斯赤塔国立大学
- 白俄罗斯国立大学
- 白俄罗斯国立交通大学
- 白俄罗斯戈梅力国立大学
- 匈牙利米什格尔茨大学
- 匈牙利中欧大学

### 大洋洲
- 澳大利亚墨尔本大学
- 澳大利亚爱恩教育中心
- 澳大利亚塔斯马尼亚大学
- 新西兰梅西大学